# Гурники (гміна Радошице)
Гурники (пол. Górniki) — село в Польщі, у гміні Радошиці Конецького повіту Свентокшиського воєводства.
Населення — 71 особа (2011).
У 1975-1998 роках село належало до Келецького воєводства.

## Демографія
Демографічна структура на день 31 березня 2011 року:
|          | Загалом | Допрацездатний вік | Працездатний вік | Постпрацездатний вік |
| -------- | ------- | ------------------ | ---------------- | -------------------- |
| Чоловіки | 37      | 11                 | 23               | 3                    |
| Жінки    | 34      | 4                  | 24               | 6                    |
| Разом    | 71      | 15                 | 47               | 9                    |